# Endochytrium operculatum
Endochytrium operculatum är en svampart som först beskrevs av Émile Auguste Joseph De Wildeman och fick sitt nu gällande namn av John Sidney Karling 1937. 
Endochytrium operculatum ingår i släktet Endochytrium och familjen Endochytriaceae.   Inga underarter finns listade i Catalogue of Life.